# 機動戦士ガンダムSEED ASTRAY
『機動戦士ガンダムSEED ASTRAY』（きどうせんしガンダムシード アストレイ）は、アニメ『機動戦士ガンダムSEED』の各種媒体で掲載された公式外伝である。

## 概要
『機動戦士ガンダムSEED ASTRAYシリーズ』の第1作であり、漫画と小説の複数の媒体で展開された。
漫画はジャンク屋のロウ・ギュールを主人公とした、ときた洸一の『SEED ASTRAY（以下漫画版）』と戸田泰成の『SEED ASTRAY R（以下R）』の2作品。傭兵の叢雲劾を主人公とした小説版『SEED ASTRAY（以下小説版）』とジオラマを組み合わせた『SEED ASTRAY B（以下B）』の2作品。合計4作品が展開された。
アニメ『機動戦士ガンダムSEED』の主人公キラ・ヤマトをはじめとした主要人物はサブとして登場。またアニメ本編では語られなかった部分を補完するエピソードが描かれている。

## 物語
遺伝子調整され優れた能力を持った人間『コーディネイター』と、そうでない人間『ナチュラル』との間で戦争が起こり、すでに11ヶ月が経過した。激化する戦争でメカの需要は供給を上回り、リサイクルの重要性が上がったことで『ジャンク屋組合』の規模は拡大。そして両陣営は、使い捨てや危険な任務のための傭兵を必要とし、傭兵部隊は数を増やしていった。
中立コロニーヘリオポリス。そこでは地球連合のMSが極秘開発されていたが、それを知ったザフトは5機の内4機を奪取。その際の戦闘によってコロニーは崩壊した。そして数時間後、掘り出し物を求めてコロニーへとやって来たジャンク屋組合のロウとそのメンバー達は、赤と青のMS、そして金色の腕を発見した。思わぬ発見に歓喜するのも束の間、そこにMSの目撃者の抹殺を依頼された傭兵部隊「サーペントテール」の叢雲劾が現れた。プロの傭兵を前に為す術もない状況に追い込まれるも、依頼者の裏切りを知った劾は青いMSを使い、ロウと協力してその場を脱出する。
こうして、ロウの赤いMS「アストレイ レッドフレーム」、劾の青いMS「アストレイ ブルーフレーム」、そして金色のMS「アストレイ ゴールドフレーム」の3体のMSによる物語が始まった。

## 登場人物

### ジャンク屋組合
- ロウ・ギュール - 18歳。自称「宇宙一悪運の強い男」。天才的なメカニックであり、ジャンク屋として誇りを持っている。乗機はアストレイ レッドフレーム。
- 山吹樹里 - 16歳。ロウとは対照的に常にネガティブ思考な少女。ファーストコーディネイター、ジョージ・グレンのファン。
- リーアム・ガーフィールド - 20歳。ナチュラルの双子の兄を持つコーディネイター。物静かで論理的。常識はずれなロウの観察が日課。
- プロフェッサー - 本名・経歴・その他一切謎な、卓越した頭脳を誇る年齢不詳の美女。オーブのエリカとは旧知の仲。
- 8（ハチ） - 擬似人格コンピューター。量子コンピューターが普及している現代では珍しく、量子コンピューターではない。MSの操縦も可能で、ロウのMS操作のサポートを行う。
- キャプテンG.G - 人類初のコーディネイター、ジョージ・グレンその人。既に故人だが「ジョージ・グレン友の会」が保管していた脳がジャンク屋に譲られ、以後ロウ達の船「リ・ホーム」のコンピューターとリンクし、艦長として活躍する。

### サーペントテール
- 叢雲劾 - 26歳。冷静沈着な凄腕の傭兵。乗機は豊富なオプションを持つアストレイ ブルーフレーム。連合に作られた戦闘用コーディネイター。
- イライジャ・キール - 15歳。コーディネイター。美形であること以外コーディネイターらしい能力を持たない事がコンプレックス。乗機は専用のジン。
- ロレッタ・アジャー - 30歳。部隊の紅一点。作戦立案・爆破工作のスペシャリスト。シングルマザー。
- 風花・アジャー - ロレッタの娘。6歳だが非常に聡明で仕事もこなす。
- リード・ウェラー - 50歳。元地球連合士官。飲酒問題で軍を辞めさせられたが、未だに連合に太いパイプを持つ。情報収集担当。

### オーブ連合首長国
- ロンド・ギナ・サハク - オーブ五代氏族の一人。コーディネイター。世界を影から支配しようと企んでいた。度々ロウや劾の前に立ち塞がった。搭乗機はアストレイ ゴールドフレーム。
- ロンド・ミナ・サハク - ギナの双子の姉。ギナと共に世界支配を目論んでいたが、ロウの「国とは人」の言葉を聞き、考えを違えた。搭乗機はアストレイ ゴールドフレーム天ミナ。
- エリカ・シモンズ - アストレイシリーズの開発技術主任。ジャンク屋のプロフェッサーとは旧知の仲。サハク家寄りだったが、オーブの代表首長の娘カガリ暗殺の任を受けた際に、劾の力を借りて決別した。アニメ『SEED』本編にも登場した。

### 地球連合
- ソキウス - 『小説版』に登場。ラテン語で「戦友」の意味の名前をもつ、心理コントロールによってナチュラルを攻撃できないように作られた戦闘用コーディネイター達。ナチュラルがMSを操縦可能となってからは廃棄処分の予定だったが、内セブン・ソキウスとイレブン・ソキウスは自分らの有用性を示すため、ロングダガーを駆り劾に戦いを挑んでいく。

### ザフト
- アッシュ・グレイ -　『R』に登場。ラクス・クラインの捕縛任務を与えられたザフト軍人。快楽殺人者。乗機は予備パーツの数だけ復活するリジェネレイト。

### その他
- シニスト・ガーフィールド - 『漫画版』に登場。リーアムの双子の兄だがナチュラル。廃棄されたコロニー・リティリアを使い、地球圏を脱出し争いの無い新天地を目指す人々のリーダー。
- グゥド・ヴェイア - 『R』『小説版』に登場。「英雄」と呼ばれた元ザフトのエースパイロット。自分の中に凶悪な人格があることに気付き軍を脱走し、シニスト達の地球圏脱出の手伝に従事。その後イライジャと友人となるが、もうひとつの人格が目覚め戦うことに。最後は劾によって止めを刺された。
- 蘊・奥 - 『R』に登場。時代に取り残された技術者達が住んでいた居住衛星・グレイブヤードに住む老人。剣術の達人であり、MSサイズの日本刀を作れる刀工。ロウに剣術と刀の製法を伝授するが、後に病に倒れ死亡。
- ケナフ・ルキーニ - 裏世界最強の情報屋。情報を操ることで世界を動かすことが最大の喜び。ロウや劾に対しては、情報を与える味方となったり、コンピュータウイルスを操るゲルフィニートを使って攻撃したりと、時には味方となり敵にもなる存在。
- マーチン・ダコスタ - 地球に降りた直後にロウ達が出会ったザフト軍人。ロウとの出会いで、戦争を止めるために軍を抜けることを決意する。
- アンドリュー・バルトフェルド - ザフト軍人。キラとの戦闘で瀕死の重傷を負ったが、部下のダコスタによって救出され、医療ポッドの中で治療を続けていた。後に戦争を止めるためザフトを抜け、キラ達と共に戦う。
- キラ・ヤマト - アニメ「SEED」の主人公。ロウが目撃したMS同士の死闘で、白いMSに乗っていたパイロット。コックピットがむき出しの状態でイージスガンダムの自爆攻撃を食らうが、セーフティーシャッターのおかげで辛うじて生存。その後ロウに救出され、マルキオ導師によってプラントに運ばれている。

## 登場兵器
ジャンク屋
- MBF-P02 アストレイ レッドフレーム
  - MBF-P02 アストレイ レッドフレーム パワーローダー
  - MBF-P02 アストレイ レッドフレーム パワードレッド
- ZGMF-1017 ワークスジン
- MAW-01 キメラ

サーペントテール
- MBF-P03 アストレイ ブルーフレーム
  - MBF-P03 アストレイ ブルーフレーム スケイル・システム
  - MBF-P03 second L アストレイ ブルーフレーム セカンドL
- ZGMF-1017 イライジャ専用ジン
  - ZGMF-1017 イライジャ専用ジン改

オーブ連合首長国
- MBF-P01 アストレイ ゴールドフレーム
  - MBF-P01-Re アストレイ ゴールドフレーム 天
  - MBF-P01-Re2 アストレイ ゴールドフレーム 天ミナ
- MBF-M1 M1アストレイ

地球連合
- GAT-01D ロングダガー

ザフト
- ZGMF-X11A リジェネレイト

その他・民間
- ZGMF-1017 ヴェイア専用ジン
- NMS-X07PO ゲルフィニート

## 書籍
漫画 機動戦士ガンダムSEED ASTRAY
1. ISBN 978-4047135475（限定版 ISBN 978-4047135505）
2. ISBN 978-4047135659
3. ISBN 978-4047136021

Re:Master Edition
ASTRAYシリーズ10周年を機に発行された新装版。『X ASTRAY』も含めた全6巻となっている。収録順を時系列順に変更し、描き下ろしエピソードを追加している。他の3作で語られたエピソードは千葉智宏の書き下ろしによるショートストーリー「INTERMISSION」として収録されている。
1. ISBN 978-4041206386
2. ISBN 978-4041206393
3. ISBN 978-4041207024
4. ISBN 978-4041207031
5. ISBN 978-4041207918
6. ISBN 978-4041207925

漫画 機動戦士ガンダムSEED ASTRAY R
1. ISBN 978-4047135468
2. ISBN 978-4047135666
3. ISBN 978-4047136045
4. ISBN 978-4047136595

小説 機動戦士ガンダムSEED ASTRAY
1. ISBN 978-4044297015
2. ISBN 978-4044297039

模型・小説 機動戦士ガンダムSEED ASTRAY B
- - ISBN 978-4840231992

## スタッフ
- 原作 - 矢立肇・富野由悠季
- SEEDキャラクターデザイン - 平井久司
- ASTRAYキャラクター原案 - 植田洋一
- SEEDメカニックデザイン - 大河原邦男・山根公利
- ASTRAYメカニック・デザイン - 阿久津潤一（ビークラフト）
- 設定・企画協力 - 森田繁（スタジオぬえ）
- 設定・協力 - 吉野弘幸
- マーク・デザイン - 神宮司訓之
- 制作 - サンライズ
- 小説・シナリオ - 千葉智宏（スタジオオルフェ）
- コミック作画 - ときた洸一、戸田泰成
- 小説さし絵 - 緒方剛志
- 協力 - 電撃ホビーマガジン編集部、少年エース編集部、ガンダムエース編集部、ザ・スニーカー編集部、バンダイホビー事業部